# キア・スペクトラ
スペクトラ（Spectra）は、大韓民国の自動車メーカー、起亜自動車によって製造・販売されていた準中型乗用車である。

## 初代（SD型、2000年5月 - 2003年11月）
セダンは2代目セフィアのフェイスリフトモデルとして2000年5月29日に発売。ハッチバックはシューマのフェイスリフトモデルとして同年11月2日に発売。同年12月18日には2001年式に年式変更される。
2001年7月20日にはモジュール一体型ハンズフリー、運転席エアバッグ、シートベルトプリテンショナーが標準装備される。同年9月10日にはサイドウィンカーがオレンジ色から白色に変更され、ラジエーターグリルが小規模変更され、7本スポークのアルミホイールが新規採用され、ドアハンドルにクロムメッキが装飾されるなどマイナーチェンジが行われ、2002年式に年式変更される。2002年10月1日にはインテリアカラーがグレー色からベージュ色に変更され、CDプレーヤーオーディオとステアリング・ホイールオーディオリモコンなどが標準装備されるマイナーチェンジが行われ、2003年式に年式変更される（後期型）。
スペクトラウイングは2001年10月24日にリアスポイラー、クロムメッキ装飾されたドアハンドル、7本スポークのアルミホイールが新規採用され、サイドウィンカーがオレンジ色から白色に変更され、運転席エアバッグを標準装備されるマイナーチェンジが行われ、2002年式に年式変更される。2002年10月1日には2003年式に年式変更される（後期型）。
2003年11月5日に後継車種であるセラトーの発売により生産終了となった。また、スペクトラという名称はアメリカ合衆国市場およびカナダ市場におけるセラトーおよびシューマの輸出名としても使用された。

## 車名の由来
- 英語英のスペクトル（Spectre）の複数形から。